# 阿蘇太郎吉
阿蘇 太郎吉（あそ たろきち、1894年（明治27年）3月1日 - 1944年（昭和19年）2月4日）は、大日本帝国陸軍軍人。最終階級は陸軍少将。

## 経歴・人物
京都市に生まれる。京都府二中、陸軍幼年学校を経て、1915年（大正4年）5月、陸軍士官学校（27期）を卒業。同年12月、歩兵少尉に任官し歩兵第68連隊付となる。青島守備隊、陸地測量部勤務等の後、1932年（昭和7年）近衛歩兵第1連隊。1934年（昭和9年）同連隊大隊長。1936年（昭和11年）から翌年に掛けて配属将校として拓殖大学、東京府第三中、第四中に勤務。1937年（昭和12年）独立歩兵第13連隊附として支那事変に参加し山西省、内蒙古周辺を転戦・守備。
1940年（昭和15年）独立守備歩兵第15大隊長として満州興安東省扎蘭屯(現・中国内蒙古自治区）に勤務、中佐。1943年（昭和18年）11月、海上機動第1旅団第2大隊長に発令され、南方部隊に転用のため扎蘭屯を出発。同年12月カロリン諸島のトラック島、マーシャル諸島のブラウン島を経て、1944年（昭和19年）1月11日同諸島のクェゼリン島上陸。任務地の同諸島のウオッゼ島への待船中に米軍は同年1月30日より圧倒的な海空兵力で砲爆撃、2月1日米陸軍第7師団が上陸。サンゴ礁の島で満足な防御陣地もなく、海軍第61根拠地隊第61警備隊と自身の第2大隊の一部をもって応戦するも同年2月4日戦死、少将に特進した。